# إيفان جايجرانوفيتش
إيفان جايجرانوفيتش (بالسيريلية الصربية: Иван Жигерановић) مواليد 14 سبتمبر 1984 في جمهورية يوغوسلافيا الاشتراكية الاتحادية، هو لاعب كرة سلة صربي. بدأ مسيرته الاحترافية في سنة 2002. يحمل الرقم 30.

## المسيرة الاحترافية
لعب مع نادي إف إم بي لكرة السلة من سنة 2006 إلى 2008، ثم لعب مع تورو زغورجيلتس في موسم 2010–2011، ثم لعب مع سي إس يو بلويشت في سنة 2015.

## روابط خارجية
- إيفان جايجرانوفيتش على موقع الدوري الأوروبي لكرة السلة (الإنجليزية)
- إيفان جايجرانوفيتش على موقع كرة السلة الأوروبية.كوم (الإنجليزية)
- إيفان جايجرانوفيتش على موقع ريلجم (الإنجليزية)
- إيفان جايجرانوفيتش على موقع بروبوليرز (الإنجليزية)
- إيفان جايجرانوفيتش على موقع سبورتس رفرنس (الإنجليزية)